# حسن ابوالهدی
حسن ابوالهدی (عربی: حسن ابو الهدى؛ ۱۸۷۲ – ۱ ژانویهٔ ۱۹۴۰) سیاست‌مدار اهل امپراتوری عثمانی بود. وی دو بار از ۵ سپتامبر ۱۹۲۳ تا ۳ مارس ۱۹۲۴ و سپس از ۲۶ ژوئن ۱۹۲۶ تا ۲۲ فوریه ۱۹۳۱ نخست‌وزیر اردن بود.